# Georgische Nationale Akademie der Wissenschaften

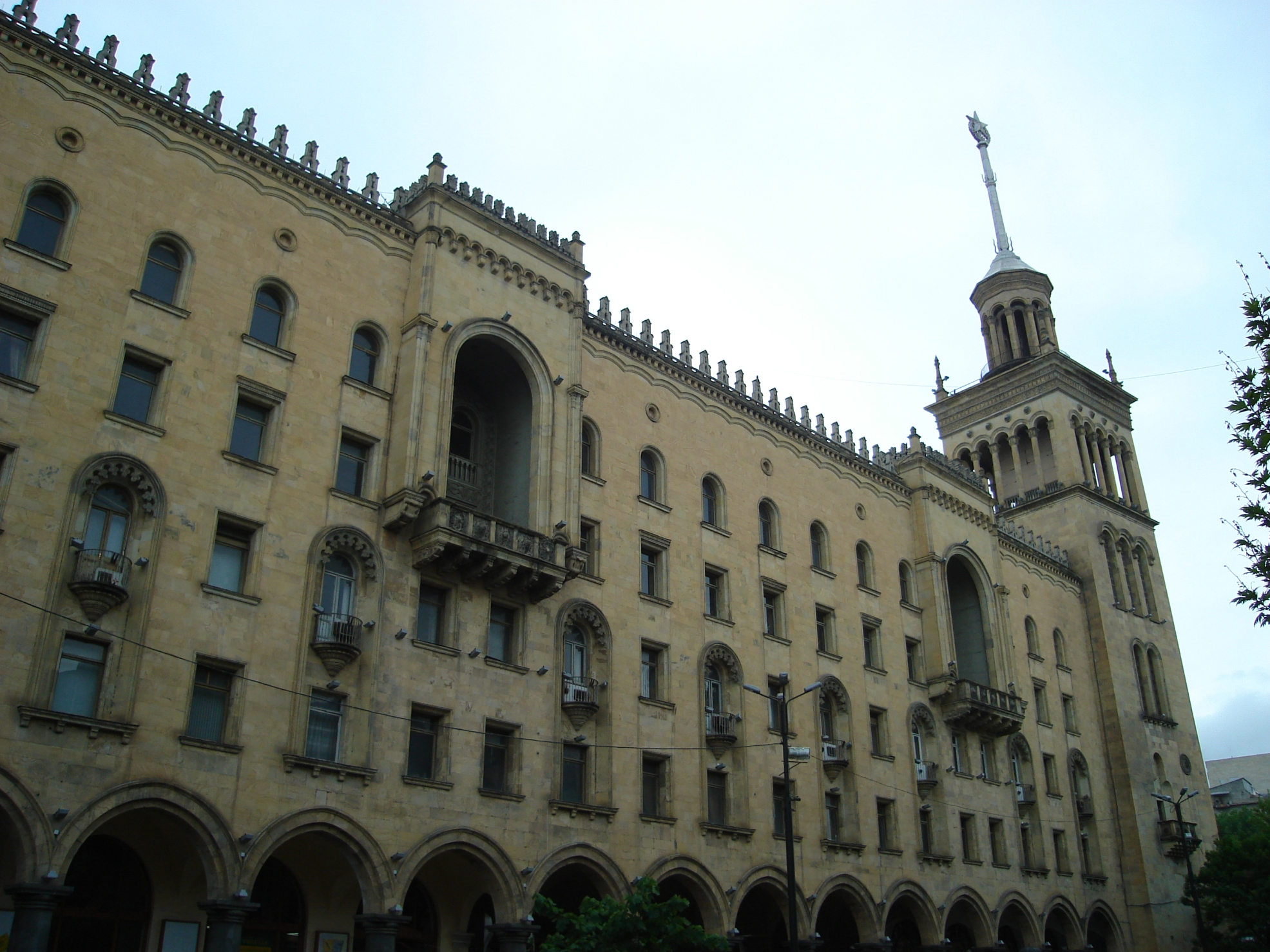
Georgische Nationale Akademie der Wissenschaften

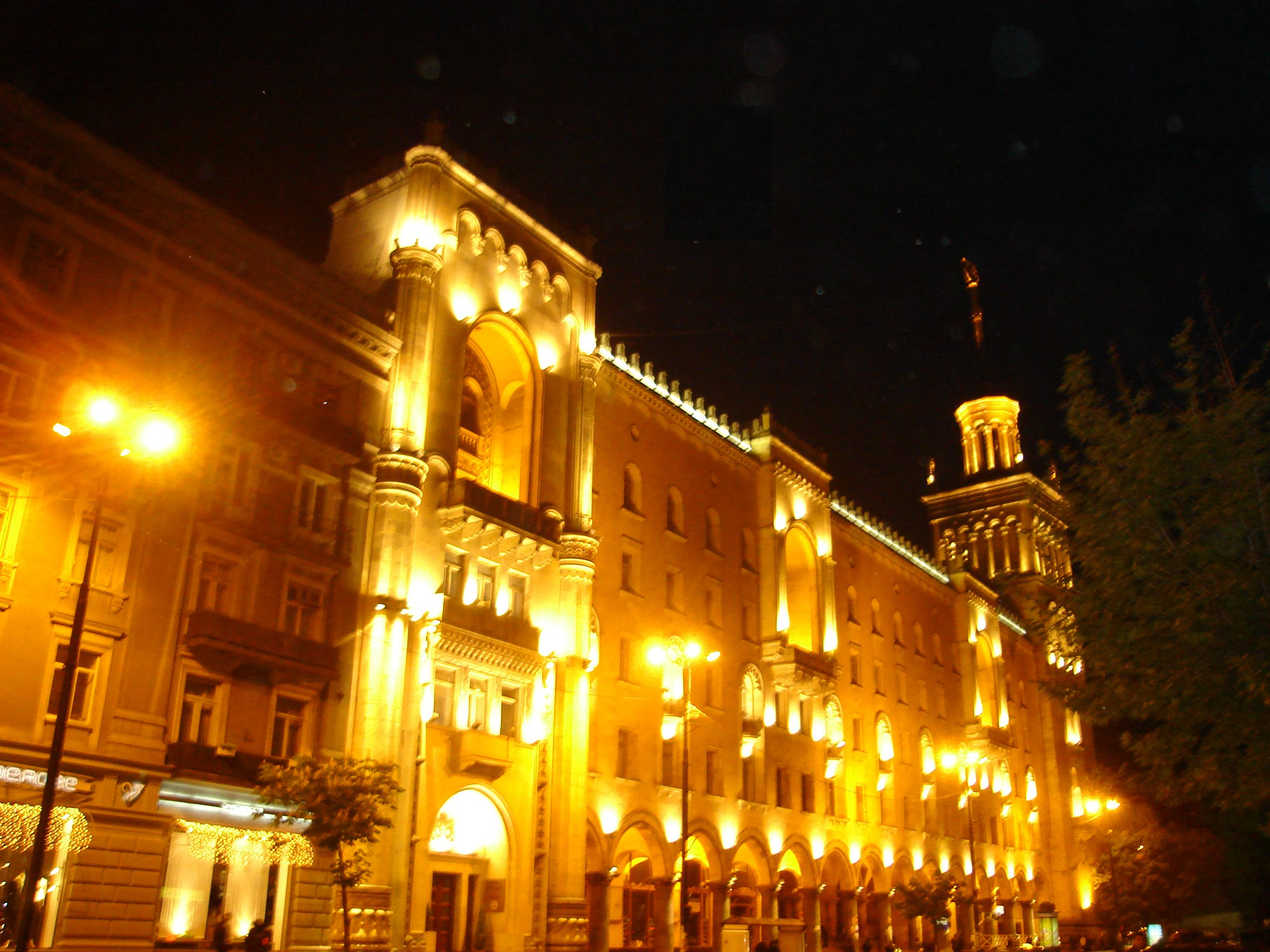

Die Georgische Nationale Akademie der Wissenschaften (georgisch საქართველოს მეცნიერებათა ეროვნული აკადემია/ Sakartwelos Meznierebata Erownuli Akademia) vereint 63 wissenschaftliche Forschungseinrichtungen in Georgien, die Grundlagenforschung treiben. Sie koordiniert die Forschung in Georgien und pflegt Verbindungen mit dem Ausland. Ihr Sitz ist Tiflis.

## Mitglieder
Der Akademie gehören 69 Mitglieder, 70 korrespondierende und 73 ausländische Mitglieder an. Präsident ist Tamas Gamqrelidse. Die Akademie gliedert sich in die Abteilungen Mathematik und Physik, Geowissenschaften, Angewandte Mechanik, Maschinenbau und Kontrollprozesse, Chemie und Chemietechnologie, Biologie, Physiologie und experimentelle Medizin, wissenschaftliche Probleme der Landwirtschaft, Sozialwissenschaften sowie Sprach- und Literaturwissenschaft. Zu ihr gehören der Botanische Garten Tiflis und der Botanische Garten Batumi.

## Geschichte
Die Gründung erfolgte 1941. Vorläufer waren die georgische Zweigstelle der Sowjetischen Akademie der Wissenschaften sowie die in den zwanziger und dreißiger Jahren gegründeten Forschungsstellen der Staatlichen Universität Tiflis. Die Turmspitze des Gebäudes wird auch heute noch von einem sowjetischen Stern geziert.
Erster Präsident war der Mathematiker und Physiker Nikolos Muschelischwili. Er leitete die Akademie bis 1972. Ihm folgten der Mathematiker Ilia Wekua (1972–1977), Ewgeni Charadse (1977–1986) und Albert Tawchelidse (1986–2005). Ab Februar 2005 war der Linguist und Orientalist Tamas Gamqrelidse Akademiepräsident, danach folgten im Juni 2013 der Biochemiker Giorgi Kwessitadse und an 2023 der Historiker Roin Metreweli.
Die Akademie ist Mitglied der Europäischen Föderation der Nationalen Akademien für Natur- und Geisteswissenschaften. Sie gibt die wissenschaftliche Zeitschrift Bulletin of the Georgian Academy of Sciences heraus.
Neben dieser Akademie gibt es die Georgische Akademie der Agrarwissenschaft, die Georgische Akademie der Biomedizinischen Wissenschaft und die Abchasische Regionale Akademie der Wissenschaften. Auch sie haben ihren Sitz in Tiflis.